# Медицинская антропология
Медици́нская антрополо́гия — междисциплинарное научное направление, охватывающее исследование проблем здоровья и здоровьесбережения в широком социокультурном и биокультурном контекстах, разнообразные исторические и культурные формы человеческого опыта, касающиеся реакции на угрозу болезни, многочисленные системы врачевания, существовавшие в прошлом и настоящем, и другие вопросы. Общество медицинской антропологии, являющееся секцией Американской ассоциации антропологов, определяет медицинскую антропологию как область антропологических исследований, которая стремится понять те факторы, что влияют на здоровье и благополучие (в широком смысле слова), опыт болезни и пути ее распространения, профилактики и лечения, социальные отношения, касающиеся лечения, и культурное значение различных медицинских систем и возможности их использования. На страницах первого в мире учебника по медицинской антропологии Джордж Фостер и Барбара Андерсон (1978) определили медицинскую антропологию как «антропологическую деятельность, касающуюся здоровья и болезни», тогда как британский врач и антрополог Сесил Хельман (1991) предложил более развернутое определение: «Медицинская антропология изучает, как люди в разных культурах и социальных группах объясняют причины плохого здоровья, формы лечения, которым они доверяют, и то, к кому они обращаются, когда становятся больными. В поле зрения медицинской антропологии также входит то, как эти представления и формы поведения связаны с биологическими и психологическими изменениями в здоровом состоянии и в ходе заболевания. Антропологи применяют холистический подход, основанный на этнографических методах (включенное наблюдение и открытое интервью), и другие методы качественных исследований, первоначально разработанные для работы в бесписьменных обществах, где неприменимы методы, основанные на измерениях. Они все еще озабочены смыслами, а не измерениями, тканью повседневной жизни общины, а не отвлеченными абстракциями».
Появление медицинской антропологии открыло новые возможности не только для практического здравоохранения, но и для обширной области академического знания — от социально-гуманитарных наук до медицины и наук о здоровье. Как и любая научная дисциплина, медицинская антропология — это живая область исследований, и она продолжает развиваться. В настоящее время она представляет собой обширное поле работы, которая ведется как в интересах медицины, так и вне явной связи с этими интересами. Значительное число зарубежных медицинских антропологов считает себя чисто академическими исследователями, но есть и те, кто активно вовлечен в вопросы публичной политики. Многие медицинские антропологи считают себя обязанными участвовать в разработке и реализации программ по охране общественного здоровья. Для приложения прикладного и теоретического потенциала медицинской антропологии существует много возможностей.

## Основные сведения об истории медицинской антропологии
Истоки медицинской антропологии связаны с деятельностью американских прикладных антропологов. Основатель медицинской антропологии — Виктор фон Вайцзеккер — впервые употребил данный термин в 1927 году. В первой половине 1960-х гг. в некоторых университетах США на медицинских факультетах появились первые учебные курсы, в рамках которых антропологи пытались передать свои знания о разных культурах студентам-медикам. В середине 1960-х гг. начался процесс поиска единомышленников, который привел к образованию в 1967 г. в рамках Общества прикладной антропологии особой «Группы медицинской антропологии». В 1968 г. Группа начала публиковать свой журнал «Medical Anthropology Newsletter». В 1970 г. на базе Группы возникло Общество медицинской антропологии, которое год спустя было признано официальной секцией в составе Американской ассоциации антропологов. Сегодня она является самой крупной секцией в составе Ассоциации и включает в себя наряду с американскими специалистами, антропологов из некоторых других стран.
В 1972 г. профессор Калифорнийского университета в Беркли Джордж Фостер (1913—2006) и профессор университета Сан-Франциско Маргарет Кларк (1925—2003) организовали первую в мире программу преподавания медицинской антропологии. После этого медицинская антропология прочно вошла в образовательные курсы многих медицинских школ и университетов по всему миру.
В России медико-антропологическая проблематика активно разрабатывалась представителями медицинского знания. Весомый вклад в развитие медико-биологического направления медицинской антропологии внесли доктор медицинских наук, профессор, член-корреспондент РАМН, заведующий кафедрой спортивной морфологии Российской государственной академии физической культуры Борис Александрович Никитюк (1933—1998), доктор медицинских наук, профессор, член-корреспондент РАЕН, заведующая кафедрой анатомии человека Первого Санкт-Петербургского государственного медицинского университета имени И. П. Павлова Людмила Арсентьевна Алексина, доктор медицинских наук, профессор, ректор Тюменского государственного медицинского университета Николай Федорович Жвавый (1938—2012), ученые кафедры нормальной анатомии Саратовского государственного медицинского университета под руководством доктора медицинских наук, профессора Владимира Николаевича Николенко, а также представители целого ряда других кафедр нормальной анатомии российских медицинских вузов. Основной акцент в их исследованиях был сделан на разработке анатомо-антропологических подходов к оценке индивидуальной изменчивости. В 1992 г. в Киеве была опубликована монография Б. А. Никитюка и В. Г. Ковешникова «Медицинская антропология», ставшая ценной основой для развития медико-биологического направления медицинской антропологии в России. В 2003 г. представитель научной школы члена-корреспондента РАМН, профессора Б. А. Никитюка Радик Магзинурович Хайруллин впервые в России защитил диссертацию на соискание ученой степени доктора медицинских наук по двум специальностям «анатомия человека» и «антропология» на тему «Анатомо-морфометрические закономерности изменчивости формы пальцев кисти человека и ее взаимосвязи с дерматоглифическим узором», ставшей первой докторской диссертацией по медико-биологическим вопросам медицинской антропологии.
Наряду с врачами с 1970-х гг. целый ряд вопросов медицинской антропологии стали разрабатывать физические антропологи, прежде всего, доктор исторических наук, профессор, академик РАН Татьяна Ивановна Алексеева (1928—2007). В центре ее внимания стали вопросы здоровья и адаптации человека в различных экологических условиях. В 1989 г. под редакцией Т. И. Алексеевой вышла монография «Антропология — медицине».
В середине 1970-х гг. появились первые исследования по медицинской антропологии с позиций этнографического знания. В программной статье Юлиана Владимировича Бромлея (1921—1990) и Андрея Александровича Воронова «Народная медицина как предмет этнографических исследований» был поставлен вопрос о важности этнографических (социально-антропологических) исследований этномедицины. Спустя более двадцати лет такие исследования активно начала проводить этнограф Валентина Ивановна Харитонова. Ее главные публикации — «Традиционная магико-медицинская практика и современное народное целительство: статьи и материалы», «Заговорно-заклинательное искусство восточных славян: проблемы традиционных интерпретаций и возможности современных исследований», «Феникс из пепла?: сибирский шаманизм на рубеже тысячелетий».
В самом начале 2000-х гг. медицинская антропология стала преподаваться в некоторых российских вузах на социально-гуманитарных специальностях. В России впервые самостоятельный курс по медицинской антропологии начал читаться в 2001—2002 учебном году профессором Дмитрием Викторовичем Михелем (недоступная ссылка) для студентов специальности «социальная антропология» Саратовского государственного технического университета имени Гагарина Ю. А. С 2004 г. слушателями курса стали также студенты специальности «социальная работа», обучение которых обеспечивала кафедра социальной антропологии и социальной работы, возглавляемая доктором социологических наук, профессором Еленой Ростиславовной Ярской-Смирновой. Учеными кафедры была опубликована целая серия учебных пособий по медицинской антропологии, а также научных публикаций по различным вопросам медицинской антропологии. В Российском государственном гуманитарном университете (Москва) в середине 2000-х гг. спецкурс по медицинской антропологии стала читать доктор филологических наук, профессор Ольга Борисовна Христофорова, чьи исследования в это время оказались сосредоточены на феномене колдовства в современной России. В Тюменском государственном университете активную научную и учебно-методическую работу в сфере медицинской антропологии в то же самое время стала проводить кандидат филологических наук Елена Евгеньевна Ермакова, которая сфокусировалась на феномене магико-медицинских знаний и практик.
В 2005 году в составе Центра междисциплинарных исследований Института этнологии и антропологии им. Н. Н. Миклухо-Маклая РАН была создана научно-исследовательская группа медицинской антропологии под руководством Валентины Ивановны Харитоновой. Представители группы организовали проведение постоянно действующего семинара по медицинской антропологии. Вслед за этим началось проведение ежегодных зимних и летних научных школ по медицинской антропологии, в которых начали принимать участие медицинские антропологии из России, США, Австрии, Венгрии, Индии, Пакистана и других стран. Слушателями этих школ стали студенты медицинских вузов Москвы, а также иногородние преподаватели. С 2009 г. под редакцией В. И. Харитоновой началась периодическая публикация «Трудов по медицинской антропологии». С 2011 г. под редакцией В. И. Харитоновой начал публиковаться международный рецензируемый научный журнал «Медицинская антропология и биоэтика» с периодичностью выхода два раз в год. Публикации о целях и задачах медицинской антропологии и ее современном состоянии в России и на Западе стали появляться в ведущих российских изданиях по этнологии.
В 2013 г. по инициативе группы медицинской антропологии Института этнологии и антропологии им. Н. Н. Миклухо-Маклая РАН и Первого Московского государственного медицинского университета им. И. М. Сеченова (Сеченовский университет) в рамках Х Всероссийского Конгресса антропологов и этнологов России был проведен Первый Всероссийский (с международным участием) научный интердисциплинарный симпозиум «Медицинская антропология в России и за её пределами», который работал с 3 по 5 июля в Москве (в помещении НИИ фармации Сеченовского университета). Почетными председателями Оргкомитета симпозиума выступили академик РАН, доктор исторических наук, профессор, директор ИЭА РАН, академик-секретарь Отделения историко-филологических наук РАН Валерий Александрович Тишков, доктор медицинских наук, профессор, проректор по научной и инновационной деятельности Сеченовского университета Владимир Николаевич Николенко, доктор фармацевтических наук, профессор, директор НИИ фармации Сеченовского университета Галина Владиславовна Раменская и доктор исторических наук, руководитель группы медицинской антропологии ИЭА РАН Валентина Ивановна Харитонова (все Москва). В рамках симпозиума было принято решение об образовании Ассоциации медицинских антропологов. Президентом Ассоциации была избрана доктор исторических наук Валентина Ивановна Харитонова, вице-президентами — доктор философских наук Дмитрий Викторович Михель (Саратов; с 2017 г. Москва) и доктор медицинских наук Радик Магзинурович Хайруллин (Ульяновск).

## Прикладная медицинская антропология
На рубеже 1950-х и 1960-х гг. в США процесс взаимного сближения медицинского сообщества и ученых-гуманитариев шел весьма интенсивно. Социологи, психологи и антропологи активно проводили свои исследования в больницах и клиниках, сотрудничали с санитарно-медицинскими службами. При этом именно антропологи продемонстрировали наилучшую способность к такому взаимодействию, придерживаясь установок, что были уже выработаны в рамках прикладной антропологии. В те годы на медицинских факультетах некоторых американских университетов впервые появились учебные дисциплины, которые начали преподавать антропологи.
В ходе этого сближения впервые прозвучало новое понятие — медицинская антропология. Оно охватывало ту сферу антропологического знания, которая была тесно связана с проблемами практического здравоохранения. Трудно однозначно решить вопрос о дисциплинарном статусе зарождающейся медицинской антропологии. С одной стороны, ее можно рассматривать как один из разделов социальной (культурной) антропологии, ориентированный на медицину. С другой стороны, она с самого начала вела себя как особая междисциплинарная область, возникшая за пределами социальной антропологии вследствие совместных усилий медиков и антропологов. Первое поколение медицинских антропологов предпочитало рассматривать свою дисциплину как прикладную науку — прикладную антропологию. Прикладная антропология включает в себя те направления антропологических исследований, которые сами антропологи считали важными для решения конкретных социальных и технических задач, в том числе в сфере медицины. В начале 1960-х гг. даже сам термин «медицинская антропология» ассоциировался только с прикладной деятельностью. Под этим имелось в виду, что антропологи могут выступать консультантами по вопросам культуры, помогая докторам и санитарным работникам вести лечебную и профилактическую работу в удаленных регионах или у себя на родине с теми категориями населения, которые плохо понимают цели деятельности медиков. Неслучайно поэтому, что многие из антропологов продолжили свою деятельность на поприще изучения экзотических культур, отправляясь работать в дальние страны, взаимодействуя с различными международными организациями, в том числе ВОЗ, ЮНЕСКО и т. д. Прикладной характер медицинской антропологии означал также, что антропологи могут и должны участвовать в сфере медицинского образования. Уже в 1950-е гг. некоторые представители прикладной антропологии начали читать лекции в медицинских школах, и этот процесс был продолжен в следующее десятилетие. Подготовка учебных курсов требовала поиска подходящей литературы, выработки специальных методик, расширения кругозора самих антропологов. Данное обстоятельство способствовало тому, что среди первых медицинских антропологов были не только профессионалы, пришедшие с кафедр социальной антропологии, но и профессиональные медики, увлеченные антропологическими идеями. Эта тенденция профессионального сотрудничества сохраняется и в наше время. Среди медицинских антропологов многие имеют дипломы и ученые степени, как по антропологии, так и по медицине.

## Основные направления медицинской антропологии
В 1960-е гг. первое поколение медицинских антропологов видело свои задачи в том, чтобы помогать врачам в их повседневной работе. В этот период времени медицинская антропология еще только начинала формироваться как дисциплина, поэтому четкого осознания задач у ее первопроходцев не было. Основное внимание уделялось сбору гуманитарно-научной информации, которая бы могла быть полезной в работе медиков.
Джордж Фостер — один из пионеров медицинской антропологии в США считал, что новая дисциплина наиболее успешно будет развиваться именно как прикладная дисциплина, причем как в рамках медико-профилактической работы, связанной с общим улучшением состояния здоровья отдельных групп населения, так и в рамках клиники. К началу 1970-х гг. многие антропологи уже имели богатый опыт работы в составе санитарно-медицинских организаций, занятых профилактикой инфекционных заболеваний в странах Третьего мира, а также в сельской местности и на периферии в собственных странах. Появление антропологов в лечебно-медицинских учреждениях стало новым этапом в их работе, и это привело к появлению одного из самых ранних направлений медицинской антропологии — клиническая прикладной антропологии.
Клиническая прикладная антропология, или «клиническая прикладная медицинская антропология», одно из направлений медицинской антропологии. Появилась в США в середине 1970-х гг. в связи с необходимостью улучшения качества медицинского обслуживания пациентов и необходимости решения различных клинических задач, прежде всего, достижения «клинической эффективности». В связи с сокращением расходов на здравоохранение в США в начале 1980-х гг. количество антропологов в клиниках сократилось, но многие из них все же продолжили свою работу, иногда в новом профессиональном статусе.
Клиническая прикладная антропология стала закономерной наследницей прикладной антропологии 1950-х гг., из которой во многом выросла и вся медицинская антропология. Свою задачу клинические антропологи видели в том, чтобы помогать врачам и медицинскому персоналу в больницах лучше взаимодействовать с пациентами и повышать эффективность лечения. Основным предметом своего внимания они сделали взаимодействия врачей и пациентов в ходе лечения, а своим главным методом — вмешательство в этот процесс с целью исправления поведения тех и других. Самих себя клинические антропологи считали культурными брокерами и культурными интерпретаторами, способными устранять культурные барьеры между медиками и людьми, не обладающими их познаниями. В крупных американских и британских больницах для работы клинических антропологов в 1970-е гг. стали выделяться оплачиваемые рабочие места. Антропологи в клиниках стали заниматься исследованиями, консультированием и обучением медицинского персонала. Спустя время некоторые медики стали обращать внимание на то, что результаты работы антропологов в клиниках невелики, и применение антропологического знания должно более соответствовать требованиям клинической медицины, чем это имеет место. Некоторые клинические антропологи также сознавали слабую эффективность своей работы и поэтому занялись поиском новых форм деятельности, способствуя дальнейшему развитию клинической прикладной антропологии. Другая часть антропологов нашла лучшее применение своим силам за пределами клиники, на поприще академических исследований.
После того, как медицинская антропология стала преподаваться в университетах, она стала приобретать черты все более самостоятельной академической дисциплины. В рамках самой медицинской антропологии произошел так называемый «теоретический поворот». Из прикладной дисциплины медицинская антропология быстро превратилась в науку, которой требовалась собственная методология и набор концептуальных решений. Однако с учетом особенностей происхождения дисциплины и тех задач, которые она стала решать, какая-либо одна теоретическая методология (парадигма) утвердиться в ней не могла. Расширяющееся пространство новой области знания включило в себя одну за другой несколько разных методологий. Это было связано также и с тем, что в дисциплину стали приходить новые поколения ученых со своим собственным образовательным багажом.
Анализируя истоки медицинской антропологии как дисциплины, Фостер в середине 1970-х гг. указывал на то, что ее историческими предшественниками являются:
1. Этнографические исследования «примитивных» систем врачевания.
2. Физическая антропология.
3. Культурно-антропологическая традиция изучения духовных и ментальных традиций народов в рамках школы «Культуры и личности».
4. Исследования в рамках международных программ оказания помощи в сфере здравоохранения.

Фостер признал, что и современная медицинская антропология неизбежно будет опираться на разные методологии. Так и получилось. Сегодня, после того, в рамках медицинской антропологи произошла уже целая серия «теоретических» и «методологических поворотов», в самой медицинской антропологии действует сразу несколько «методологических парадигм» или «теоретических направлений». Наиболее широко признанными из них являются:
1. Социокультурная медицинская антропология; прежде ее также называли «медицинская этнография», «этномедицинская парадигма» и т. д.
2. Биокультурная медицинская антропология; почти то же самое, что и «био-поведенческая парадигма», «эколого-эволюционный подход», «медицинская экология» и т. д.
3. Критическая медицинская антропология; то же, что и «политическая экономия здоровья», «политическая экология здоровья», «политико-экономический подход».
4. Прикладная медицинская антропология.

В тесной связи с клинической прикладной антропологией на исходе 1970-х гг. стала развиваться антропология народной медицины, а также антропология комплементарной и альтернативной медицины. Первоначально она утвердилась под названием «этномедицинской парадигмы», поскольку представители этого направления акцентировали свое внимание на изучение «этномедицины», то есть огромного разнообразия различных систем врачевания, которые культурно и исторически развивались вне связи с западной биомедициной. На этой основе возник интерес к различным медицинским системам, в том числе домашнему врачеванию. В рамках этномедицинских исследований антропологи получили крайне много полезной информации о лекарственных препаратах и приемах лечения, неизвестных биомедицине. В свою очередь, многие медики видят большую пользу от развития именно этого направления медицинской антропологии.
С середины 1980-х гг. получила развитие антропология биомедицины, которая сконцентрировала свое внимание на изучении наиболее хорошо знакомой многим из нас медицинской системы — современной западной медицины, или биомедицины. Появление антропологов в медицинских учреждениях не прошло даром. Они стали изучать не только обычаи и ритуалы самого таинственного на земле и закрытого «племени» — профессионалов современного здравоохранения, но и все те изменения, которые пришли в их работу в последние годы вследствие внедрения в биомедицину новых лекарств и новых лечебных средств, вообще разнообразных биомедицинских технологий. В какой-то момент антропология биомедицины даже переросла саму себя, поскольку на этом участке работы антропологи не только были вынуждены сотрудничать с врачами, исследователями из клинических лабораторий и медицинских центров, но и с другими коллегами-обществоведами — социологами, психологами и философами-биоэтиками, у которых антропологи с интересом переняли некоторые идеи и подходы к работе. Впрочем, этот обмен идеями, конечно, оказался взаимным.
До середины 1970-х гг. мало кто из антропологов обращал внимание на вопросы человеческой репродукции. Темы родов, контроля рождаемости, помощи беременным и родившим женщинам сделались остро значимыми лишь благодаря общему росту внимания к проблемам женщин и феминистским инициативам, проникшим в антропологическое сообщество. После этого все изменилось. Многие антропологи, занятые на разных участках научной работы, как на поле «этномедицины», так и на поле «биомедицины», стали предпринимать усилия по развитию еще одного направления — антропологии репродукции. Благодаря огромному количеству выполненных в этой сфере исследований это направление стало одним из наиболее привлекательных для новых поколений исследователей, прежде всего антропологов-женщин.
Еще до того, как появилась собственно медицинская антропология, многие антропологи активно изучали особенности ментальной жизни разных народов. Многие достижения в этой сфере научной работы восходят еще к началу XX в. Однако наиболее интересные результаты были получены лишь к концу столетия, и они были связаны с успехами в таких пересекающихся областях, как «психологическая антропология», «антропология сознания», а также на стыке с различными формами культурно-чувствительной психиатрии, такими, как «этнопсихиатрия», «транскультурная психиатрия» и «кросс-культурная психиатрия». В настоящее время обширная сфера исследований, касающихся таких проблем, как психические расстройства и психическое здоровье, объединено в рамках весьма динамичной области, именуемой антропология психических болезней или антропология психического здоровья.
Еще одним направлением современной медицинской антропологии можно считать антропологию общественного здоровья или общественного здравоохранения, которую иногда также называют антропологией глобального здоровья. Она выросла из послевоенной традиции изучения специфики работы санитарно-медицинских служб на международной арене. Свой вклад в развитие этой области вносят и те антропологи, которые работают в рамках других направлений. Отсюда взаимопроникновение тем, идей и научных решений.
Перечисленными направлениями содержание современной работы медицинских антропологов не исчерпывается. Медицинские антропологии ведут исследования по проблемам детского здоровья, инвалидности, алкоголю, наркотикам и табаку, по СПИД и т. д.

## Народная медицина в фокусе медицинской антропологии
Профессионалы современного здравоохранения признают, что в современном мире народная медицина продолжает играть важную роль в оказании медико-санитарной помощи, а во многих частях света она остается наиболее предпочтительным видом медико-санитарной помощи. Как в развивающихся, так и в развитых странах увеличивается использование растительных лекарственных средств и комплементарных (дополнительных) и альтернативных видов лечения. Их популярность невозможно определить каким-либо одним фактором. Важную роль в этом играет приемлемость народной медицинской практики, ее доступность, эффективность и безопасность, а также широко распространившиеся сомнения относительно методов биомедицины. Народная медицина, то же, что и «народное врачевание», «народные системы врачевания», «народное целительство»; применяет знания, навыки и практику, основанные на свойственных различным культурам теориях, верованиях и опыте, которые используются для поддержания здоровья и для профилактики, диагностирования и лечения физических и психических болезней, а также улучшения состояния пациентов. Охватывает разнообразные виды терапии и практики, варьирующиеся в разных странах и регионах. В развитых странах часто именуется «альтернативной» или «комплементарной» (дополнительной) медициной".
Интерес современного медицинского сообщества к методам и средствам народной медицины сформировался сравнительно недавно. Напротив, для антропологов многие аспекты народного врачевания были традиционным предметом изучения, еще с XIX в. С возникновением медицинской антропологии и различных ее направлений осведомленность антропологов о возможностях народной медицины, ее сильных и слабых сторонах значительно выросла. Исходя из того, что народные системы врачевания всегда являются составной частью конкретных социокультурных систем, антропологи рассматривают народную медицину не только как часть культурного наследия разных народов, но и как эффективно действующий компонент национальных систем здравоохранения. Вследствие этого антропологи часто ставят следующие вопросы:
1. Что такое народная медицина?
2. Кто выступает ее практиками и что представляют собой сами практики народной медицины?
3. Чем объясняется эффективность средств и методов народного врачевания, в частности препаратов народной медицины?

В 1960-е гг. в научном языке антропологов произошли перемены. В 1968 г. Чарльз Хьюз для обозначения «туземных медицинских практик» предложил использовать термин «этномедицина». Его также использовал немецкий историк медицины и медицинский антрополог Эрвин Аккеркнехт. В книге «Медицина и этнология» (1971) он определил этномедицину следующим образом: «Этномедицина — это комплекс представлений и практик, касающихся болезни, которые являются продуктами развития туземной культуры и не происходят из концептуальных рамок современной медицины».
Расцвет сравнительных исследований, совпавший с началом становления современной медицинской антропологии, привел к пересмотру многих прежний воззрений. Например, стало очевидно, что в едва ли существуют общества, в рамках которых возможно достижение единообразия медицинских представлений. В сущности, оно возможно только рамках самых простых и компактных обществ, но повсюду за их пределами действует медицинский плюрализм. Так, многочисленные исследования американских антропологов в Мексике показали, что даже в пределах одних и тех же поселений различные группы могут быть незнакомы с доминирующими медицинскими представлениями. Примером этого служит гуморальная медицина, утверждающая, что болезнь является результатом нарушения равновесия холодного и горячего в теле. Популярная в Мексике и других странах Латинской Америки гуморальная теория часто была неизвестна людям, живущим по соседству с теми, кто придерживается ее.
Еще одним результатом увлечения компаративными исследованиями стало изживание извечного увлечения психологизмом среди антропологов, описывающих особенности народной медицины («туземной медицины»). По меньшей мере, с 1930-х гг. было принято подчеркивать неординарность психологических особенностей народных врачевателей, а также особого рода психо-драматизм, который разыгрывался в ходе сеансов врачевания. Хорошим примером этого служит работа Клода Леви-Стросса «Колдун и его магия», в которой он пытался применить психоанализ для объяснения некоторых аспектов медицины бразильских индейцев. Характерной реакцией на этот психологизм стали работы Хораса Фабрега, который напомнил, что не менее важным для антрополога, изучающего локальные медицинские системы, будет обращение внимания на биологические аспекты болезни и ее культурные преломления, в особенности на роль инфекций в различных аборигенных обществах.
С момента возникновение интереса у антропологов к феномену народной медицины в фокусе их внимания неизменно стояла фигура народного врачевателя (целителя, хилера, шамана). Ранний интерес антропологов был связан преимущественно с фигурой врачевателя-колдуна, практикующего различные формы магико-религиозного врачевания. Позднее характер подходов, позволяющих анализировать феномен народного врачевателя, изменился. Полнее раскрылись новые аспекты изучаемого явления. Более широко стала обсуждаться проблема рекрутирования врачевателей. Если доктора в современных индустриальных обществах приобретают свои познания в рамках формального университетского образования, то как получают свои знания народные врачеватели? Антропологи сообщают о существовании у них собственных систем ученичества. Обычно ученичество происходит в семье наставника. Ученик, живя вместе с родными своего наставника, обязан заботиться о них и помогать им так же, как и своему учителю. В некоторых обществах были зафиксированы случаи оплаты за обучение. Приобретая знание, начинающий врачеватель сталкивается с необходимостью их апробации. Обычно такие знания проверяются на самых близких родственниках, так как рискованно сразу апробировать их на пациентах.
В 1970-е гг. Хорас Фабрега и другие антропологи стали активно обсуждать вопрос о различиях между врачевателями и не-врачевателями. Открылись интересные вещи. Например, между первыми и вторыми, на самом деле, довольно много сходства, поскольку каждая из сторон обычно владеет одними и теми же знаниями. Однако, в отличие от не-врачевателей, то есть простых людей, именно врачеватели всегда были более склонны пользоваться своими познаниями. То есть в их действиях и намерениях скрывались зачатки профессионализма.
Профессионализация практиков народной медицины представляет собой социальный процесс, характеризующий превращение «знатоков» в «профессионалов», когда врачевание осуществляется регулярно и на оплачиваемой основе. Большинство антропологов связывает это не столько с тенденцией к деградации народного врачевания, сколько с привлечением многих из них в качестве помощников дипломированных докторов в современные учреждения здравоохранения. Связана с феноменом интеграции народной медицины и биомедицины. В большей степени характерно для развивающихся обществ, но также имеет место в развитых обществах, где у населения пользуются вниманием многие методы народной медицины, как комплементарной, так и альтернативной (отметим, что государство обычно не поощряет применение методов альтернативной медицины в рамках регулярной медицинской практики).
Развитие медицинской антропологии сделало предметом специального внимания ученых не только «духовных врачевателей» с их практиками лечения словом, жестом и верой, но другие категории практиков народной медицины — повитух (акушерок), травников (фитотерапетов), костоправов и др. Было обращено внимание на целый ряд общих для них черт, таких как:
1. Все они являются «знатоками», но не профессионалами в современном смысле.
2. Их практика осуществляется не на постоянной основе, а время от времени, в зависимости от запросов со стороны клиентов
3. Свою терапевтическую деятельность они совмещают с другими видами занятий.
4. Каждый из них, как правило, является знатоком конкретного метода врачевания, то есть специалистом в современном смысле, хотя существуют и настоящие универсалы.
5. Их знания носят закрытый характер и без специальной необходимости не передаются посторонним.
6. У них отсутствует профессиональная организация.
7. Их подготовка связана не с формальным образованием, а с семейно-корпоративным обучением, с обращением к устной традиции.

Сравнивая используемые практиками народной медицины методы с приемами, которые применяются в рамках современной биомедицины, антропологи замечают, что в подавляющем большинстве случаев их методы терапевтического воздействия неинвазивны. Характерные примеры этого:
- Наложение рук, а не инструментов.
- Траволечение.
- Использование паровых бань.
- Применение примочек и т. п.
- Лечением словом и верой (заговоры, молитвы и т. п.)

Изучение антропологами методов и средств, которыми пользуются практики народной медицины, закономерным образом привлекло их внимание к такой форме народной медицины, как траволечение. В ходе проведенных исследований было обнаружено, что народная медицина обладает поистине неисчерпаемым арсеналом средств, позволяющих решать разные медицинские проблемы, касающиеся как острых заболеваний, так и многих хронических. Антропологи традиционно обращали внимание на лекарственные растения, поскольку те широко используются в рамках различных культурных практик — врачевания, приготовления пищи, косметики и т. д. Для антропологов растения — это объекты, вписанные в медицинские космологии и биологические картины мира, присутствующие в той или иной форме в различных культурах. Однако до самого недавнего времени круг антропологических знаний о растениях и особенно лекарственных растениях был довольно узким, поскольку большинство антропологов были слабо подготовлены в области естествознания, в особенности в химии и биологии.
В 1980-е гг. на стыке медицинской антропологии и современного естествознания стала развиваться этнофармакология. Эта междисциплинарная сфера возникла вследствие внимания антропологов данным таких наук, как ботаника, систематика растений, химия, фитохимия и фармакология. Этнофармакология представляет собой область исследований, предмет которых — использование лекарственных препаратов народами, чьи представления и здоровье и болезни отличаются от тех, что базируются на началах западной науки и биомедицины. Возникла из необходимости дать более обстоятельную оценку данным о туземных лекарственных растениях, которыми располагала биомедицина, и понять, насколько вообще были верны биомедицинские подходы. В результате сфера этнофармакологических исследований сложилась на базе новых научных задач и приемов анализа. Наряду с изучением лекарственных растений в поле зрения антропологов также могут входить другие натуральные лекарственные средства — животного и минерального происхождения. В целом, задачи этнофармакологии уже, чем задачи медицинской антропологии.
Развитие этнофармакологии показывает, что медицинским антропологам наряду с традиционными для них этнографическими методами последнее время приходится активнее обращаться к лабораторным исследованиям. Изучение туземных лекарственных растений и тех активных веществ, которые в них содержатся, позволило не только пролить свет на туманные стороны туземной культуры, но и помогло лучше понять механизмы, которые обеспечивают охрану здоровья народов, живущих за пределами Запада.
Развитие этнофармакологии имеет сегодня большое практическое значение. Изучение малоизвестных способов получения натуральных препаратов становится все более важным для крупных фармацевтических кампаний, которые крайне заинтересованы в разработке новых видов лекарств. Поскольку в настоящее время этот процесс становится все более сложным и медленным, поддержка этнофармакологических исследований становится для кампаний важным делом. Новая стратегия состоит в том, чтобы использовать натуральные вещества в качестве компонентов в составе синтетических препаратов, производя их в промышленных масштабах. Поиск и применение естественных препаратов становится важным еще и постольку, поскольку возбудители некоторых болезней, таких, как малярия или стрептококковая инфекция, становятся все более невосприимчивыми к чистым синтетическим препаратам.
Курс на интеграцию практиков народной медицины в систему первичной медико-санитарной помощи (прежде всего, в развивающихся странах), провозглашенный руководителями служб здравоохранения в рамках «Алма-Атинской декларации о первичной медико-санитарной помощи» (1978), нашел поддержку со стороны медицинских антропологов уже в 1970-е гг. Признавая, что многие страны могут испытывать серьезные экономические трудности в организации массовой медицинской помощи, антропологи начали с того, что поставили вопрос о возможности привлечения различных категорий народных врачевателей для разрешения отдельных медицинских проблем.
Народные врачеватели — это общее название для разнородной группы людей, способных оказывать медицинскую помощь нуждающимся в ней. Эта помощь обычно оказывается на нерегулярной основе, хотя в последнее время наблюдается процесс профессионализации некоторых групп народных врачевателей и интеграция их в медицинские учреждения. Иногда подразделяются на две группы — «духовных врачевателей» и «народных лекарей» («эмпириков»), но это деление не является общепринятым в медицинской антропологии. Официальное здравоохранение признает практическую роль некоторых групп врачевателей при решении определенных задач в рамках первичной медико-санитарной помощи, но только при условии их контроля со стороны врачей.
В начале 1980-х гг. Алан Янг предложил подход, позволяющий оценить возможности эффективного использования различных традиций народной медицины в интересах первичного здравоохранения. Для этого он ввел понятия об «эффективности» и «продуктивности» медицинских традиций, а также понятие о «системах мобилизации». Так, конкретная медицинская практика может быть признана эффективной, если она позволяет лечить некое заболевание. В данном случае это чистая абстракция, поскольку она не учитывает возможность доступа к данной медицинской практике со стороны конкретных людей в той или иной местности. Продуктивность же медицинской практики может быть измерена в аспекте эпидемиологии. Конкретная практика является продуктивной на 50 %, если, например, с ее помощью в некой деревне удалось снизить уровень смертности от конкретной болезни вдвое. Чтобы обеспечить доступ населения к данной медицинской практике, необходимо задействовать систему мобилизации. Такая система, по сути дела, выступает мерой, позволяющей оценить, насколько конкретная форма медицинской помощи может быть доступна различным группам населения, учитывая, что этому могут препятствовать пространственные, социальные, культурные и экономические барьеры. Кроме того, система мобилизации выступает мерой приемлемости конкретной медицинской практики в соответствии с представлениями местного населения и руководителей здравоохранения. С этой точки зрения, все виды медицинских практик и медицинского обслуживания могут быть разделены на 3 типа систем:
1. Лечебная эффективность медицинской практики низкая; по этой причине независимо от того, какова система мобилизации — низкая или высокая, ее лечебная продуктивность также будет низкой.
2. Лечебная эффективность медицинской практики высокая, но уровень продуктивности данной практики будет низким, поскольку система мобилизации остается низкой.
3. Лечебная эффективность медицинской практики высокая, система мобилизации высокая, поэтому продуктивность применяемой практики также является высокой.

Релевантностью для первичного здравоохранения могут обладать, прежде всего, те народные медицинские практики, которые характеризуются высокой степенью лечебной эффективности. Вопрос о продуктивности не менее важен, но продуктивность обеспечивается высоким уровнем мобилизации практики, ее доступностью для всего населения. С учетом существования социальных, культурных и экономических препятствий в работе организаторов здравоохранения и, прежде всего, дефицита ресурсов, продуктивность официального сектора медицинского обслуживания в сельской местности развивающихся стран часто оказывается ниже, чем продуктивность местных традиций, если они эффективны в плане лечения. Для того чтобы оценить лечебную эффективность конкретных медицинских традиций, необходим их всесторонний анализ, в том числе с позиций медицинской антропологии, поскольку подходы, которые для этой цели предлагаются доказательной медициной, обычно не могут охватить все аспекты процесса лечения. Биомедицина акцентируется на эффективности в плане лечения заболевания, то есть устранении патологии органа или системы органов. Медицинская антропология обращает внимание на то, что большинство пациентов интерпретируют свои проблемы со здоровьем как проблемы психосоциальные и моральные, то есть как болезнь, и именно народные врачеватели являются теми, кто наиболее преуспевает в исцелении болезней.

## Антропология биомедицины
Антропологическая точка зрения на медицину несколько отличается от той, которой придерживаются работники здравоохранения. Для антропологов медицина — не единственно существующая в мире медицинская система, а лишь одна из них — биомедицина. Долгое время биомедицина оставалась для антропологов своеобразной terra incognita, и во многом это было вызвано эпистемологическими трудностями антропологической рефлексии, которая препятствовала разделению предмета и целей мышления. Вследствие этого биомедицина воспринималась как медицина «научная», свободная от каких-либо влияний культуры, характерных для этномедицинских систем. К середине 1980-х гг. некоторые медицинские антропологи смогли приступить к исследованиям, которые позволили им увидеть биомедицину «изнутри». На этом пути ими были поставлены вполне логичные для антропологии вопросы:
1. Что представляют собой «племена» биомедицины и каковы их ритуалы?
2. Какими особенностями характеризуется культура биомедицины?
3. Что представляет собой биомедицинское знание о реальности и как оно возникает?

Первые успешные шаги по изучению биомедицинского сообщества и его повседневной жизни были сделаны врачом-психиатром из Сиэтла Робертом Ханом и медицинским антропологом из Кливленда Этвудом Гейнсом (вскоре к ним подключился Артур Клейнман), которые смогли собрать небольшой коллектив в составе десяти американских и британских врачей и антропологов и совместно подготовить книгу под названием «Врачи западной медицины: антропологические подходы к теории и практике». В рамках этой работы было предложено воспринимать врачей сквозь призму «хилерской парадигмы». На вопрос о том, кто такие врачи, антропологи дали следующий ответ:
- Врачи (доктора) — это врачеватели западной биомедицины, которые вооружены научными знаниями.
- У врачей есть собственный способ социализации, который связан с овладением «секретами» профессии и принятием профессиональных норм.
- Врачи работают на постоянной основе, и их работа состоит в том, чтобы оказывать врачебную помощь больным.
- Работа врачей связана с клинической практикой, которая осуществляется в рамках больницы.

В других статьях этой книги было предложено антропологическое осмысление особенностей повседневного мира врачей-гинекологов, педиатров, хирургов и психиатров. Книга о врачах западной медицины дала мощный стимул дальнейшим исследованиям «племен» биомедицины и их ритуалов.
В истории западной научной мысли на протяжении долгого времени сохранялось стойкое противопоставление между наукой и культурой, поскольку культура воспринималась как некое вместилище ценностей, а наука — как незаинтересованное, свободное от ценностей знание. Кроме того, наука противопоставлялась всякого рода мифам и суевериям, а культура считалась их прибежищем. Во многом вследствие такого искусственного противопоставления медицинские антропологи некоторое время дистанцировались от изучения биомедицины — «научной медицины» западного мира. Однако после того, как антропологи стали изучать мир биомедицины изнутри, они смогли подробно исследовать и культуру биомедицины.
Робби Дэвис-Флойд и Глория Сент-Джон пришли к выводу, что биомедицинское мышление, имея дело с реальностью как таковой, всегда конструирует ее одним и тем же, наиболее привычным для нее образом: в рамках западной биомедицинской традиции доктора привычно пользуются «принципом разделения на части». Этот подход еще можно было бы назвать анатомическим или аналитическим, поскольку разделение вещей на части может происходить как эмпирически, так и в теоретическом плане. Для представителей биомедицинской культуры привычно считать, что некоторые вещи могут быть поняты лучше, если их воспринимать вне их контекста или вне связи с теми вещами, с которыми они обычно связаны. Принцип разделения на части применяется последовательно и на всех уровнях:
- Всякая социальная группа разделяется на части, на индивидов, поскольку биомедицине удобнее иметь дело с индивидами, чем с группой (общиной).
- Всякий индивид разделяется на телесное начало и начало духовно-интеллектуальное, и биомедицина фокусирует свое внимание лишь на теле.
- Всякое тело человека разделяется на столько частей, насколько это удобно для самой биомедицины: «удобными» частями могут выступать органы, ткани, клетки, гены и т. д.

В связи с этим сама биомедицина и биомедицинские знания могут удобным образом распадаться на различные медицинские специальности, которые имеют дело с конкретными частями. Дэвис-Флойд и Сент-Джон связывают утверждение «принципа разделения на части» в биомедицинском мышлении с эпохой промышленной революции на Западе, когда западная культура стремительно трансформировалась под влиянием торжествующего технократизма. Технократические подходы возобладали в экономике, образовании, военной сфере и других областях жизни. Они наложили отпечаток и на медицинские представления, приведя к тому, что человеческое тело тоже стало восприниматься технократически, как машина, состоящая из отдельных частей.
Констатируя центральную роль больниц для всей системы здравоохранения, профессионалы отмечают, что сами больницы сталкиваются с многочисленными проблемами. В частности, больницы нуждаются в подготовленном персонале, оборудовании, финансировании, а также в соответствующей инфраструктуре. Отмечается, что в медицинских учреждениях надлежит обеспечить водоснабжение, электроснабжение, средства санитарии, средства гигиены рук и условия для удаления отходов. Кроме того, пространство больницы необходимо спланировать, организовать и поддерживать таким образом, чтобы обеспечить приватность и способность к качественному обслуживанию. Медучреждения должны располагать достаточными запасами лекарств, материалов и оборудования.
Медицинские антропологи признают важность вопросов, касающихся кадрового, финансового и материально-технического обеспечения больниц. Однако, с точки зрения антропологов, этого недостаточно. Больница — это не только совокупность ресурсов — человеческих и материальных, но и особая социальная среда, которая эффективно работает лишь тогда, когда в ней поддерживается особый порядок — социальный и моральный. Французский философ Мишель Фуко, некогда анализируя вопрос о хорошо работающих больницах, вынужден был для этого ввести специальный термин — «больничная дисциплина». В отличие от Фуко, медицинские антропологи более склонны говорить о том, что в больницах существует собственная, больничная культура. Именно от того, какова эта культура, зависит успешность работы больниц. При этом больничная культура определяет и целый ряд других вещей:
- Характер взаимоотношений врачей и другого медицинского персонала.
- Отношения врачей и персонала с пациентами.
- Качество исполнения профессиональных обязанностей персоналом.
- Способы взаимодействия персонала с внешней средой.

Локальная культура больничных учреждений может заметно варьироваться от одного места к другому, от города к городу, от страны к стране. Больничная культура — это всегда некий компромисс между требованиями биомедицинского разума и реальными возможностями местного медицинского персонала, работающего в конкретной больнице.
С точки зрения медицинской антропологии, вполне очевидно то обстоятельство, что появление и быстрое распространение новых медицинских технологий не только изменило возможности современной медицины, но и изменило жить огромного числа современных людей, которые вынуждены жить и работать вместе с новыми медицинскими технологиями. Это вторжение новых технологий обнаружило много сложных моральных, социальных и психологических проблем, на которые еще нет однозначного ответа. В связи с этим антропологи наряду с представителями других социально-гуманитарных наук склонны задавать такие вопросы:
1. Каким образом технологии изменяют жизнь людей, имеющих сложные заболевания, например, хроническую недостаточность жизненно важных органов?
2. Каким образом они изменяют жизнь тех, кто подвержен риску развития опасных заболеваний, например, рака груди?
3. Каким образом они влияют на жизнь тех, кто склонен решать большинство своих проблем, опираясь на медицинскую информацию?

## Перспективы развития медицинской антропологии
За более чем полувековой период своего развития медицинская антропология прошла путь от прикладной дисциплины, призванной помогать работникам здравоохранения решать некоторые частные вопросы, до уважаемой академической дисциплины, которая успешно взаимодействует с различными социальными науками и науками о здоровье. В XXI в. перспективы ее развития связаны с осмыслением и решением следующих вопросов:
- Доступ к качественной медицинской помощи для всех групп населения, независимо от социальных различий.
- Использование потенциала народной медицины.
- Социокультурные и социально-экономические последствия распространения биомедицинского знания и биомедицинских технологий.
- Социокультурные, биокультурные и социально-экономические факторы общественного здоровья, включая психическое и репродуктивное здоровье.
- Традиционные методы и средства здоровьесбережения в различных культурах.

В связи с нарастанием нестабильности, международной напряженности и насилия в глобальном масштабе в повестке дня медицинской антропологии также все чаще ставятся вопросы:
- Насилие как фактор общественного здоровья.
- Локальное и глобальное неравенство в сфере здоровья.
- Традиционные практики, связанные с выживанием в экстремальных условиях.